# داود علي
داود علي (بالإنجليزية: Daud Ali)‏ هو مؤرخ أمريكي من أصول هندية، ولد في 1964 في كلكتا في الهند.

## النشأة
ولد داود علي في كلكتا بالهند لأب بنغالي وأم أمريكية. ثم انتقل إلى بالتيمور، الولايات المتحدة عندما كان عمره عامين. قاده والده البنغالي واهتمامه الخاص بالفلسفة الهندية إلى دراسة تاريخ جنوب آسيا في الكلية. وتابع لدراسة الفلسفة السنسكريتية والتاميلية والهندية. حصل على بكالوريوس في الأدب الإنجليزي والدراسات الدينية من كلية ويليام وماري، ثم حصل على ماجستير في تاريخ الأديان من كلية اللاهوت بجامعة شيكاغو حيث كان طالبًا في رون إندين. أدت أطروحته حول تاريخ جنوب الهند في العصور الوسطى إلى الحصوله على درجة الدكتوراه. من جامعة شيكاغو، وبعدها درس تاريخ الهند القديمة لمدة 14 عامًا في مدرسة الدراسات الشرقية والإفريقية. منذ عام 2009، كان أستاذاً مشاركاً في قسم دراسات جنوب آسيا بجامعة بنسلفانيا.